# La Cartuja de Sevilla-Pickman

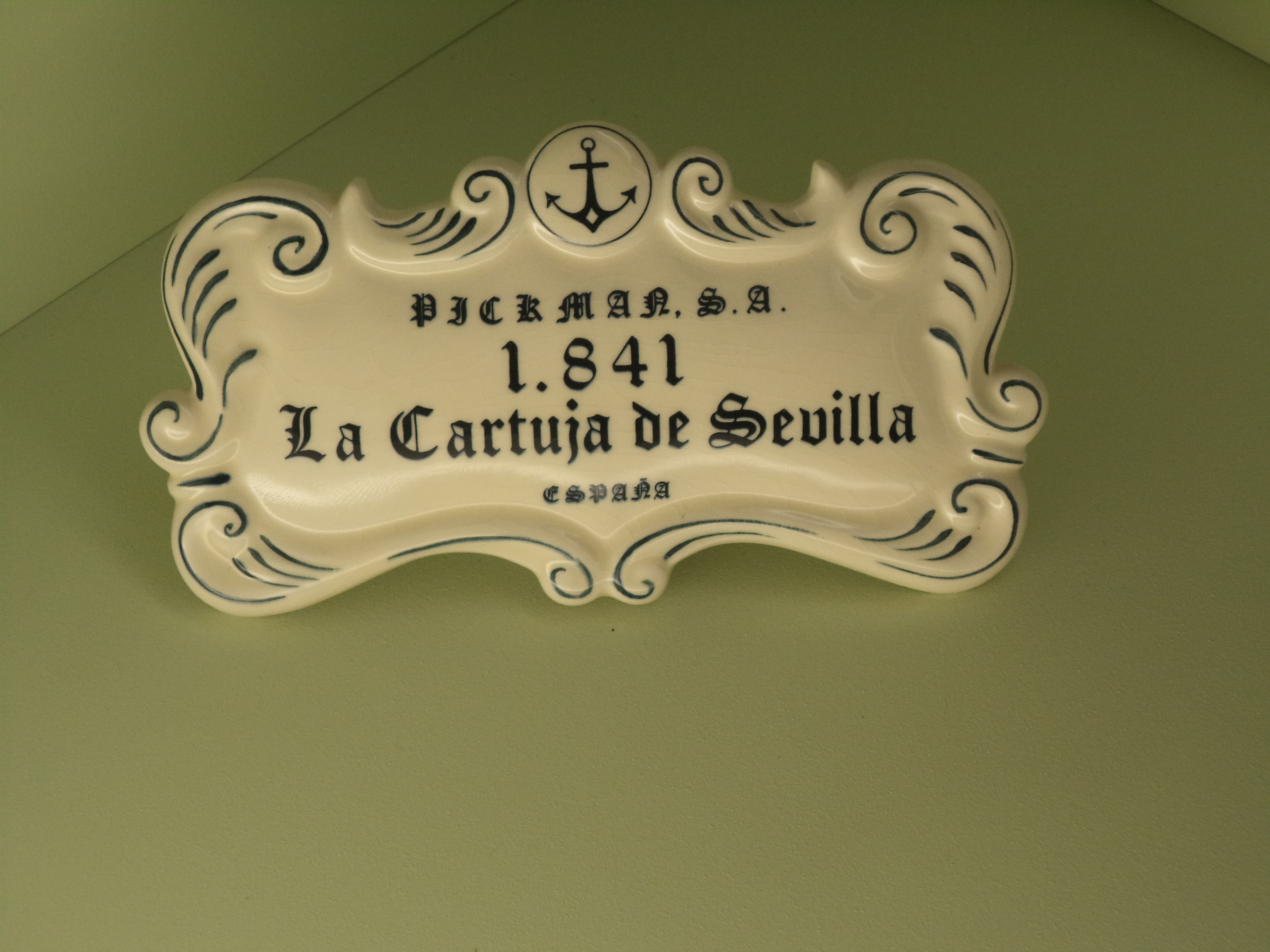
Placa de cerámica con el logo de La Cartuja de Sevilla.

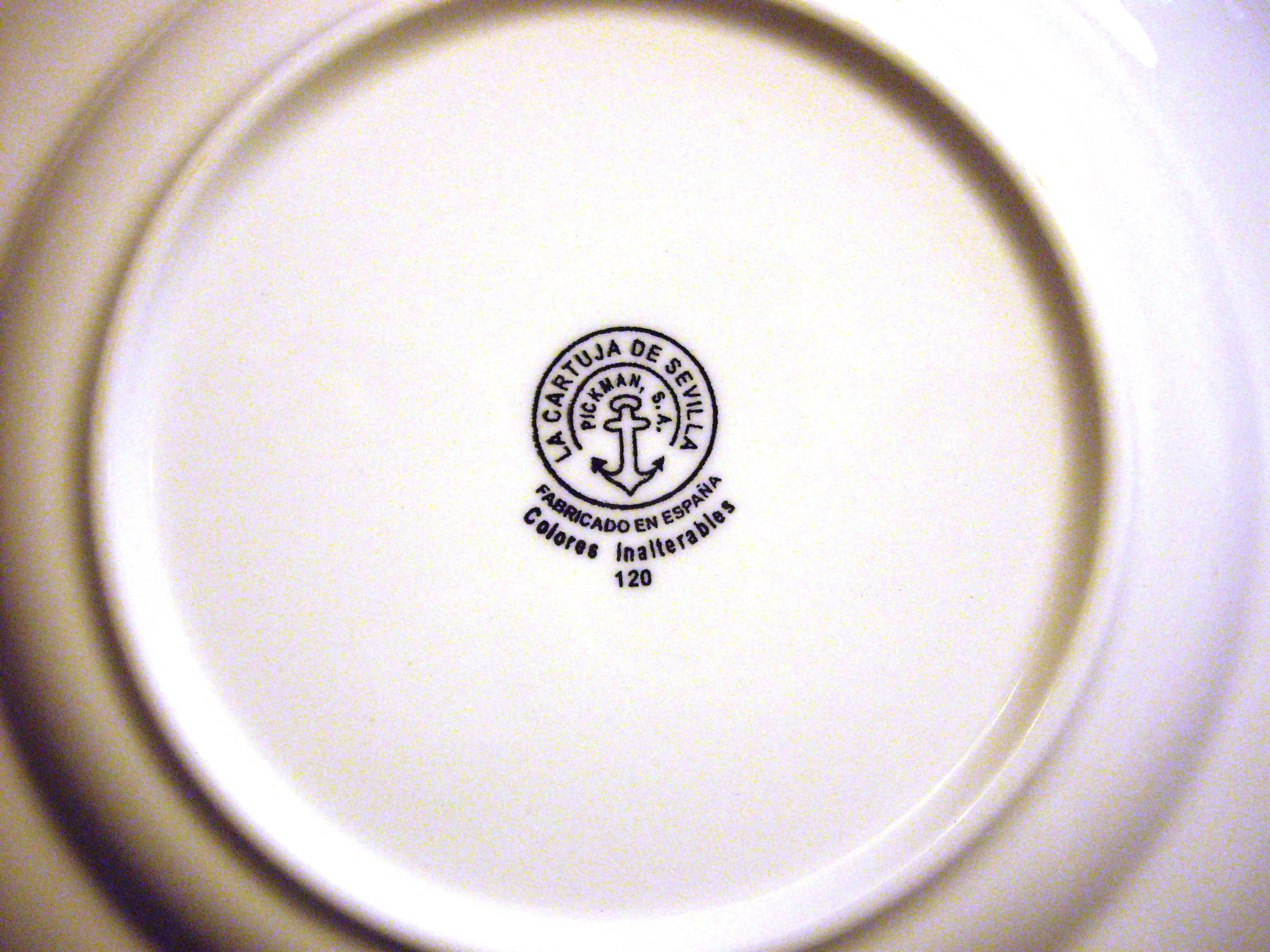
Base de un plato de La Cartuja de Sevilla-Pickman S.A. donde se aprecia el logo de la compañía de cerámica.

La Cartuja de Sevilla-Pickman S.A. es una empresa de cerámica especializada en loza fina y fundada por el británico Carlos Pickman en el monasterio de la Cartuja de Sevilla en el siglo XIX. En la actualidad tiene su fábrica en Salteras, provincia de Sevilla.

## Historia
A modo de introducción, cabe señalar que en la capital hispalense ha existido una importante tradición alfarera, como recuerdan las santas patronas de la alfarería y de la ciudad, las mártires sevillanas del siglo III Justa y Rufina. 
William (Guillermo) Pickman se estableció en Cádiz en 1810, desde donde vendía a toda España loza y cristalería extranjera. En 1822, Al morir Guillermo, su hermano Charles (Carlos) llegó a Sevilla procedente de Liverpool y puso su tienda en la calle Gallegos para continuar con el negocio de su hermano.
Ante la enorme importación de cerámica inglesa, el diplomático y político español Cea Bermúdez decidió prohibir la importación del producto por los puertos del Mediterráneo al tiempo que permitía la llegada de las materias primas para fabricarlo. De este modo se deseaba fomentar la industria alfarera nacional. Esta medida proteccionista del gobierno español hizo que Carlos Pickman tomase la decisión de crear una fábrica en Sevilla.
En el siglo XIX tuvieron lugar procesos de desamortización, por los cuales muchos bienes eclesiásticos pasaron a disposición de las autoridades del Estado para ser subastados. En la ciudad de Sevilla fueron producto de desamortización muchos conventos, que pasarían luego a otros usos. 
En 1836 el ministro de Hacienda Juan Álvarez Mendizábal efectuó una desamortización. Carlos Pickman pensó, en un primer momento, hacerse con el monasterio de San Agustín, que se encontraba extramuros de la ciudad de Sevilla, en la ruta hacia Madrid. Sin embargo, el lugar estaba ya destinado a servir como presidio, por lo que solicitó el monasterio cartujo de Santa María de las Cuevas de Sevilla.
La Real Orden del 4 de abril de 1839 concedió el edificio a Carlos, que pronto comenzó a construir en él la fábrica de loza. El 1 de enero de 1841 se puso en marcha el primer horno. Al igual que en otras fábricas de cerámica españolas del siglo XIX, como la de Sargadelos (en Galicia) o la de La Amistad en Cartagena (Murcia), llegaron maestros ingleses que eran conocedores de la producción de cerámica de forma industrial. A la fábrica de Sevilla llegaron 56 maestros británicos pero al cabo de diez años prácticamente todos se habían marchado porque los sevillanos habían aprendido rápido a realizar el trabajo.
En 1849 la fábrica ya contaba con 22 hornos y unos 500 operarios. Un elemento característico de la fábrica son los hornos antiguos llamados "de botella", realizados en ladrillo y que en la Exposición Universal de 1992, celebrada en la Isla de la Cartuja de Sevilla, servirían de inspiración para el diseño del Pabellón de Europa, que hoy es la sede administrativa de la sociedad Cartuja 93 S.A., gestora del Parque Científico y Tecnológico Cartuja. El propio edificio monacal, que había servido posteriormente de fábrica, fue restaurado y sirvió de Pabellón Real en la muestra de 1992.
La fábrica produjo loza estampada, loza blanca de pedernal, loza decorada sobre barniz de calco, loza pintada y loza china opaca.
La empresa alcanzó gran notoriedad, ganando premios internacionales en las exposiciones internacionales de París (1856, 1867 y 1878), Londres (1862), Oporto (1865), Viena (1872), Barcelona (1888), Bayona (1864), Filadelfia (1876), etcétera  y pasará a ser proveedora de la Casa Real en 1871, con Amadeo I de Saboya. En Sevilla obtuvo premios en la Exposición Agrícola, Industrial y Artística de 1858, en la Exposición Iberoamericana de 1929 y en la Exposición de Artesanía de 1949. El diseño de sus producciones mezcla el estilo inglés con la decoración tradicional de la cerámica sevillana. Amadeo I otorgó el título de marqués de Pickman a Carlos el 11 de febrero de 1873 por la notoriedad que había alcanzado su empresa.
El 21 de febrero de 1899 la empresa pasó a constituirse como Sociedad Anónima. Tras varios cierres y aperturas la empresa ha seguido fabricando productos en sus instalaciones de Salteras.

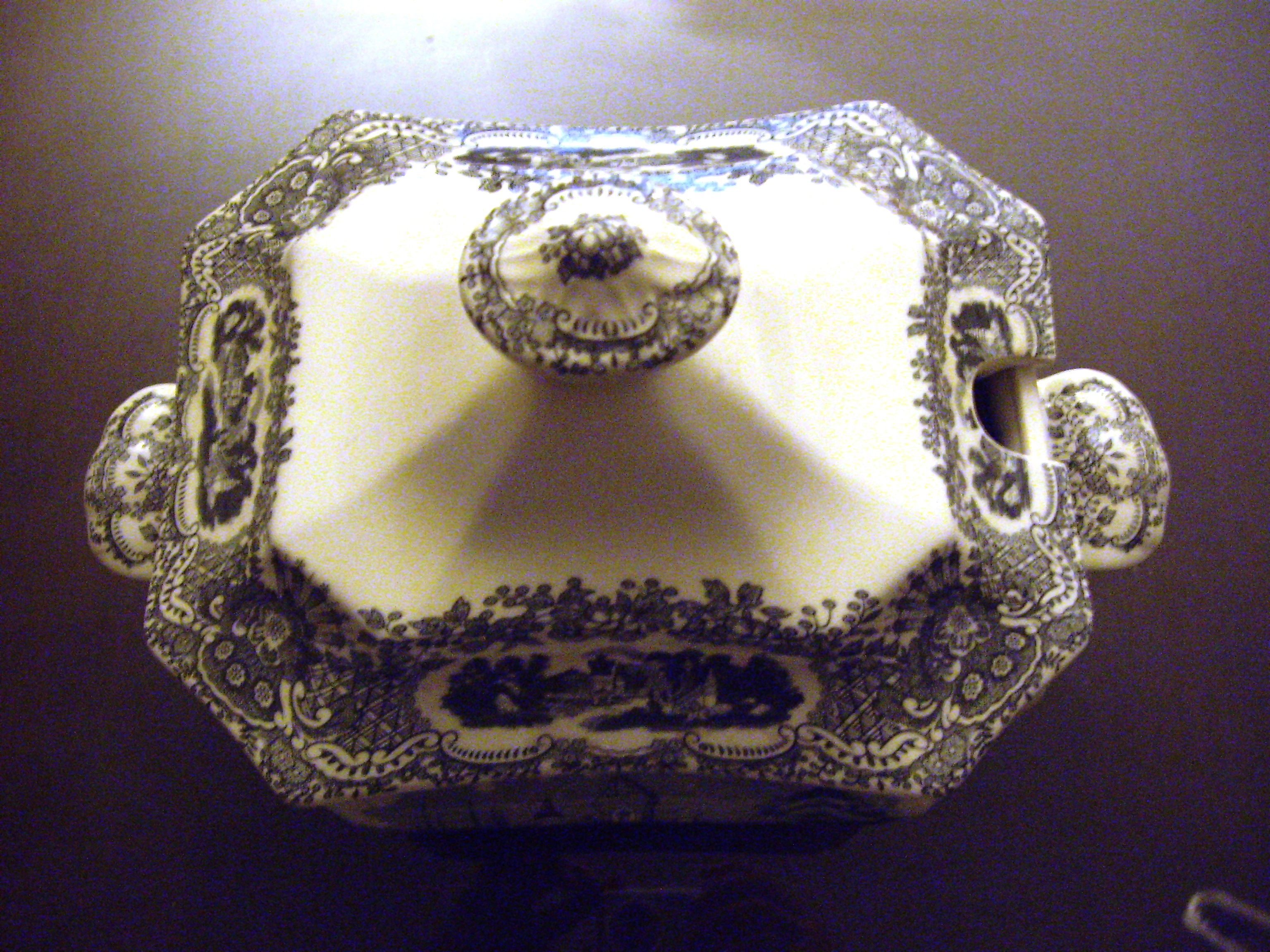
Sopera con la decoración típica de la vajilla cartujana.
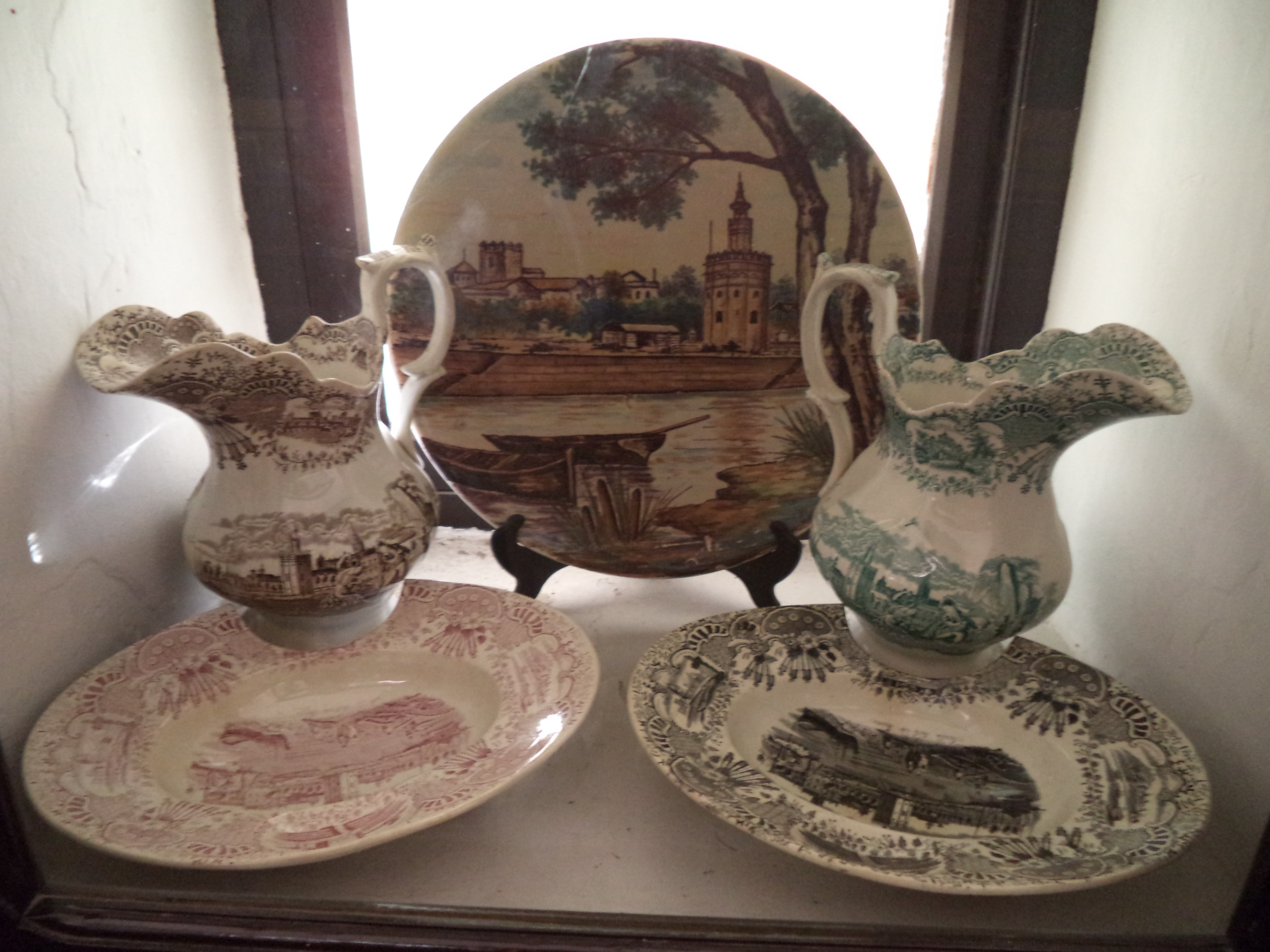
Dos jarros estilo Italia y dos bacías de afeitar, y detrás un plato decorado con la Torre del Oro y el Guadalquivir.